# Unionville (North Carolina)
Unionville is een plaats (town) in de Amerikaanse staat North Carolina, en valt bestuurlijk gezien onder Union County.

## Demografie
Bij de volkstelling in 2000 werd het aantal inwoners vastgesteld op 4797.
In 2006 is het aantal inwoners door het United States Census Bureau geschat op 6996, een stijging van 2199 (45.8%).

## Geografie
Volgens het United States Census Bureau beslaat de plaats een oppervlakte van
68,0 km², waarvan 67,9 km² land en 0,1 km² water.

## Plaatsen in de nabije omgeving
De onderstaande figuur toont nabijgelegen plaatsen in een straal van 16 km rond Unionville.